# Phytodrymadusa longipes
Phytodrymadusa longipes is een rechtvleugelig insect uit de familie sabelsprinkhanen (Tettigoniidae). De wetenschappelijke naam van deze soort werd voor het eerst geldig gepubliceerd in 1882 door Brunner von Wattenwyl.